# Tra i due briganti il terzo pure
Tra i due briganti il terzo pure (Camp Dog) è un film del 1950 diretto da Charles A. Nichols. È un cortometraggio animato della serie Pluto, prodotto dalla Walt Disney Productions e uscito negli Stati Uniti il 22 settembre 1950, distribuito dalla RKO Radio Pictures. A partire dagli anni novanta è più noto come Pluto al campeggio.

## Trama
Mezzacoda il coyote e suo figlio ululano alla Luna piena, quando sentono odore di cibo; seguendolo giungono a un accampamento, sorvegliato da Pluto. Mezzacoda si mette al lavoro per buttare giù il cibo, fissato a un albero, ma Junior cerca di catturare il dormiente Pluto, intenzionato a mangiarlo, e il padre lo riporta nella tenda ogni volta. Dopo uno scontro, Pluto cade in un burrone e i due coyote si preparano a banchettare col cibo razziato. Il cane li mette in fuga, ma poco dopo ritorna il proprietario. Vedendo il disastro combinato dai coyote, Pluto si rende conto che verrà incolpato e scappa. Più tardi, mentre Mezzacoda e Junior ululano alla Luna piena, Pluto arriva sul posto e fa altrettanto.

## Distribuzione

### Edizioni home video

#### VHS
- Cartoons Disney 4 (ottobre 1985)[1]
- Sono io... Pluto (marzo 1990)[2]